# 尤克牌
尤克牌（Euchre）是一種在澳大利亞、加拿大、英國、新西蘭和美國中西部流行的紙牌遊戲。 以一副 24、28 或 32 張標準撲克牌進行遊戲。通常有四名玩家，進行2vs2的對抗遊戲，但根據不同規則也有兩到九名玩家的玩法。
尤克牌於19世紀初期出現在美國。目前關於遊戲來源還有許多爭議，但最有可能的是源自一種古老的阿爾薩斯遊戲“Jucker”。由於鬼牌（Joker）在1850年代首次出現在尤克牌中，所以尤克牌也認為是將鬼牌引入現代撲克牌的幕後推手。